# Slobodan Dubajić
Slobodan Dubajić (Servisch: Слободан Дубајић) (Zrenjanin, 19 februari 1963) is een voormalig Servisch voetballer.

## Clubcarrière
Slobodan Dubajić speelde tussen 1982 en 2000 voor Proleter Zrenjanin, Stuttgart, Zeytinburnuspor en Vegalta Sendai.

## Interlandcarrière
Slobodan Dubajić debuteerde in 1994 in het Servisch nationaal elftal en speelde 1 interland.

## Erelijst
VfB Stuttgart
- Bundesliga

1992